# Ascotricha
Ascotricha es un género de hongos en la familia Xylariaceae; según el 2007 Outline of Ascomycota, la ubicación en esta familia es incierta.